# 尾崎豐
尾崎豐（日语：／ Ozaki Yutaka，1965年11月29日—1992年4月25日），日本歌手、作詞家、作曲家。

## 概要
1983年，凭单曲《15的夜晚》和专辑《十七歲的地圖》初次亮相。從第四張單曲《毕业》開始知名度大增。以唱出追求真爱和梦想，面對學校和社會的不合理的受伤、反叛心聲而聞名，他的歌曲在1980年代和1990年代初期引起了很多人的共鸣，被认为存在着神化领袖魅力（希臘語：Χάρισμα）。代表曲有《I LOVE YOU》《OH MY LITTLE GIRL》《15之夜》《十七岁的地图》《我为了我自己的存在》《毕业》《Forget-me-not》等。
1992年，26岁的他的突然的死亡给予其爱好者极大的冲击，现在还怀念尾崎的爱好者依然不乏。他的歌曲后来屡次被其他歌手翻唱。

## 生涯

### 幼年－学生时代
1965年，尾崎丰出生于東京都练马区，他是二人兄弟的次子，比他大5年的哥哥是後來成為律師的尾崎康。他最初进入东武东上线东武练马站附近的练马区立田柄第二保育园学习，后来进入练马区立田柄第二小学校学习。後來一家在1976年8月12日搬到埼玉县朝霞市，于是在小学五年級下学期转学到朝霞市立的某小学校。因為父親是防卫厅職員，活動範圍常在陸上自衛隊练马军区和朝霞军区附近，母親是保險職員。
小学毕业后，根据尾崎丰本人强烈的愿望，越境到练马东中学校学习。在练马东中学校学习期间，他担任学生会副会长。高中入学考试中他的第一志愿是琦玉县内最难考取的庆应义塾志木高等学校，但是未合格，在青山學院高等部考试中合格。並且，1月15日接受了陆上自卫队少年工科学校录取率为20分之1的困难考试，成绩合格。但因为该校规定学生必须留短发，他放弃该资格而选择青山学院就读。他高中时期曾因为吸烟而被停学，同一天晚上他又与同级生们在澀谷區饮酒，又引起骚动导致警察车辆出动，而遭到无期限停学处分。这也是他创作第一张专辑的契机。在停学处分结束之后，他又因为出席日数不够而被留級，而他自己决定退学。

### 初登场－10代全盛期
他最初中的专辑想传达的意义十分直接，且带着十足的热情。初次亮相時，當初口耳相傳而知道他的愛好者其實不少。所以最初專輯《十七歲的地圖》第一批銷售三千張的成績，算是有點意外的少。之後的單曲《畢業》受到歡迎，才確立了他事業的一定地位，並被一些音樂評論家大為稱讚，也很早就有音樂雜誌製作他的特集。雜誌上的照片依尾崎本人意願，10幾歲時的照片全部以黑白照片刊載。后来推出的《毕业》引起了很大的轰动，《回归线》登上了排行榜第一位。
由於初期大量把對大人和社會的反抗做為題目的歌，被報紙等媒體稱為「10代的教祖」，不過，本人及許多長久支持者說過其實討厭這樣的名稱。然而其曲確實與當時社會校園破壞與叛逆行為的增長有關（深夜弄碎初中的窗戶玻璃等行為的人在尾崎出道前早已有，不過，一般認為這些年輕人的行為和單曲「畢業」的歌詞也有關）。另外，研究尾崎歌詞的愛好者中，有些人對校園破壞行為是持肯定看法的，這也受到了批判。

## 逝世
1992年4月25日早晨，尾崎豐被居民發現橫倒在足立區千住河原町的平房屋簷下，且渾身是傷。居民通報後，他被送醫觀察，但醫生的診斷僅是「飲酒過量」。之後尾崎豐和妻子一起安然回到家中。然而就在當天下午，家人發現他已經呼吸停止，並緊急通報救護車送往日本醫科大學附屬醫院急救。急救無效，宣告不治，得年26歲。
調查後的正式官方死因是「使用藥物過量引起的肺水腫」。但尾崎豐在死前渾身的傷痕與瘀青，當局卻無法解釋，於是他殺的說法也廣為流傳著。但儘管如此疑點重重，當局的最後結論仍沒有改變。
喪葬儀式是東京都文京區進行，喪禮現場追悼者多達四萬餘人，相當於美空雲雀、吉田茂、ZARD主唱坂井泉水及hide的規模 ，墓地在埼玉縣所澤市。

## 評價
尾崎代表曲〈I LOVE YOU〉被亞洲各國歌手翻唱，原曲與翻唱曲的銷量在全世界已經達到1000萬張以上。在他的時代，其帶叛逆的思想因受到大批年輕人的歡迎，所以在學校等教育機構是被視為禁忌人物的。但在他死後十多年的現在，評價已經改變，甚至在日本高中教科書正面有著他的半身照片與〈15的夜晚〉的歌詞。
他在2003年HMV進行的「日本史上100位偉大音樂家」評鑑中，名列第23。2004年，日本樂壇眾多歌手包括Mr.Children、宇多田光、槙原敬之等人合作製作了尾崎豐致敬專輯A TRIBUTE TO YUTAKA OZAKI。這張由他作詞作曲的致敬專輯取得了Oricon冠軍 - 在他過世的整整12年後。

## 作品

### 單曲
- 15的夜晚 - THE NIGHT（1983年12月1日）
- 十七歲的地圖 - SEVENTEEN'S MAP（1984年3月21日）
- はじまりさえ歌えない - CAN'T SING EVEN THE BEGINNING（1984年8月25日）
- 畢業 - GRADUATION（1985年1月21日）
- DRIVING ALL NIGHT（1985年10月21日）
- 核 - CORE（1987年10月1日）
- 太陽の破片（1988年6月21日）
- LOVE WAY（1990年10月21日）
- 黄昏ゆく街で - 57TH STREET（1990年12月1日）
- 永遠の胸 - ETERNAL HEART（1991年1月21日）
- I LOVE YOU（1991年3月21日）
- 汚れた絆 - BOND（1992年5月10日）
- 15的夜晚（Live） - THE NIGHT (LIVE)（1993年4月25日）
- OH MY LITTLE GIRL（1994年1月21日）
- もうおまえしか見えない（1996年4月24日）
- 風にうたえば（1999年2月24日）
- 畢業 - GRADUATION（1999年11月25日）
- FORGET-ME-NOT（2001年4月25日）
- I LOVE YOU（2001年9月12日）

### 專輯

#### 原創專輯
- 十七歲的地圖 - SEVENTEEN'S MAP（1983年12月1日）
- 回歸線 - TROPIC OF GRADUATION（1985年3月21日）
- 壊れた扉から - THROUGH THE BROKEN DOOR（1985年11月28日）
- 街路樹（1988年9月1日）
- 誕生 - BIRTH（1990年11月15日）
- 放熱への証 - CONFESSION FOR EXIST（1992年5月10日）

#### Live專輯
- LAST TEENAGE APPEARANCE～THE MYTH OF YUTAKA OZAKI～（1987年10月21日）
- 約束の日 Vol.1 - THE DAY 1（1993年5月10日）
- 約束の日 Vol.2 - THE DAY 2（1993年5月10日）
- MISSING BOY（1997年11月15日）
- OSAKA STADIUM on August 25th in 1985 Vol.1（1998年11月21日）
- OSAKA STADIUM on August 25th in 1985 Vol.2（1998年11月21日）

#### 精選專輯
- 愛すべきものすべてに - FOR ALL MY LOVES（1996年9月30日）
- AETREY&VEIN（1999年11月25日）
- 13/71 -THE BEST SELECTION（2004年4月21日）
- WEDNESDAY ～LOVE SONG BEST OF YUTAKA OZAKI（2008年4月16日）
- SATURDAY ～ROCK'N'ROLL BEST OF YUTAKA OZAKI（2008年4月16日）

#### 未發表音源集
- 4.25 REQUIEM（1995年4月5日）
- 無題 (WHITE ALBUM)（1996年3月27日）
- Before the Seventeen's Map（1997年1月22日）
- 7th Memorial 虹（1998年11月11日）
- 風にうたえば（1999年3月17日）
- Jewel -Vocal Version-（2001年10月5日）
- SEPIA（2002年1月26日）

#### Poetry Leading Album
- 真空の中でも嵐は起こる（2006年3月24日）
- 巨人の輪郭（2006年4月26日）

#### 限定BOX
- TEENBEAT BOX（1995年4月25日）
- TEENBEAT BOX 13th MEMORIAL VERSION（2004年10月27日）
- 71/71（2007年4月25日）
- OZAKI・50 （页面存档备份，存于）（トレジャーブック＋写真集＋CD＋オリジナルプリント）（2015年11月29日）

#### 致敬專輯
- "BLUE" A TRIBUTE TO YUTAKA OZAKI（2004年3月24日）
- "GREEN" A TRIBUTE TO YUTAKA OZAKI（2004年3月24日）

## 外部連結
- 尾崎豐官方網站 （页面存档备份，存于）
- Sony Music Record （页面存档备份，存于）
- 尾崎豐『Ozaki·50』 （页面存档备份，存于）